# بن زه
بن زه، روستایی از توابع بخش آهوران شهرستان نیک‌شهر در استان سیستان و بلوچستان ایران است.

## جمعیت
این روستا در دهستان چانف قرار دارد و براساس سرشماری مرکز آمار ایران در سال ۱۳۹۵، جمعیت آن ۲۹ نفر (۹ خانوار) بوده‌است.